# Stratonikeja

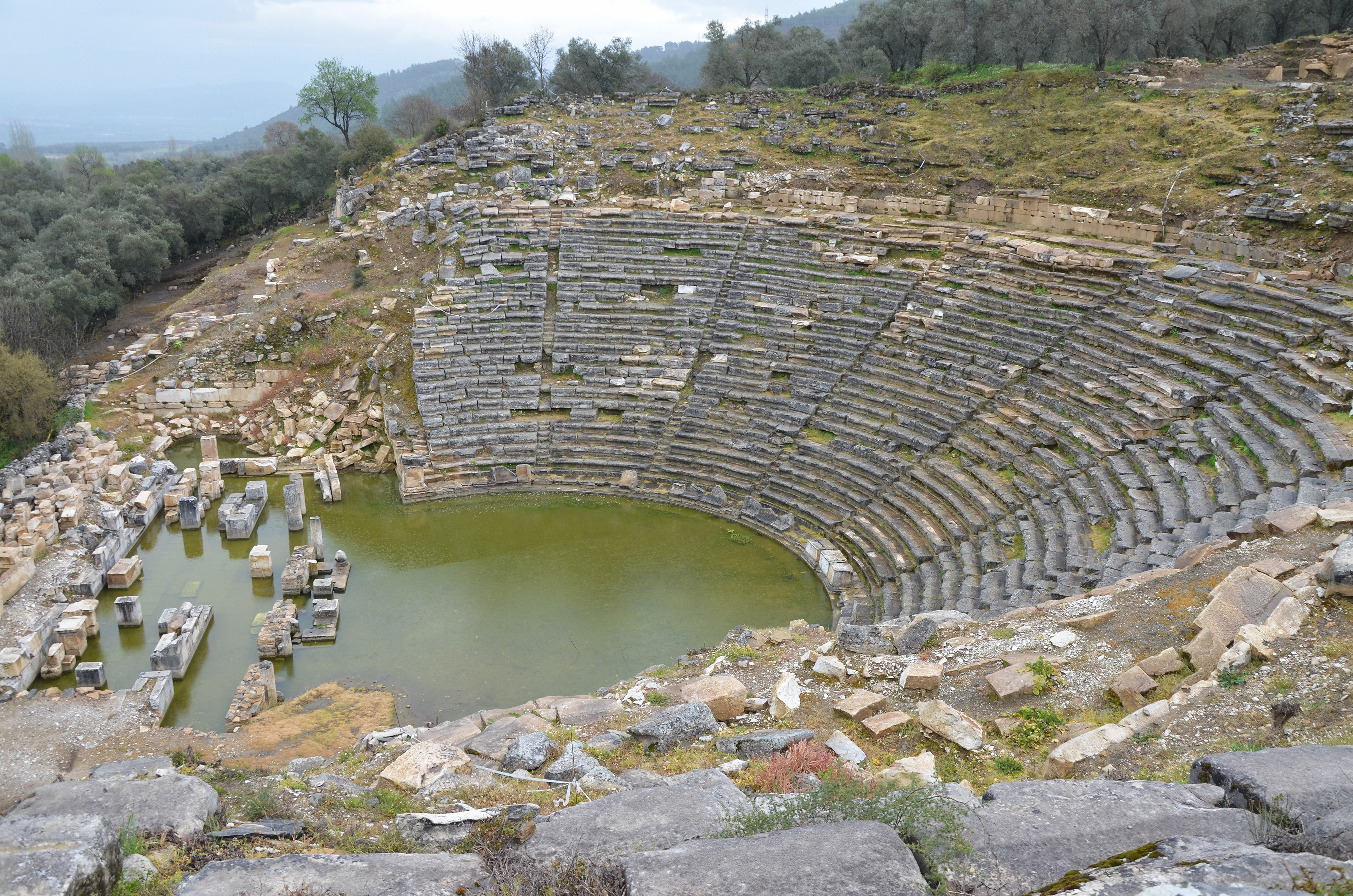
Stratonikeja karyjska – ruiny hellenistycznego teatru

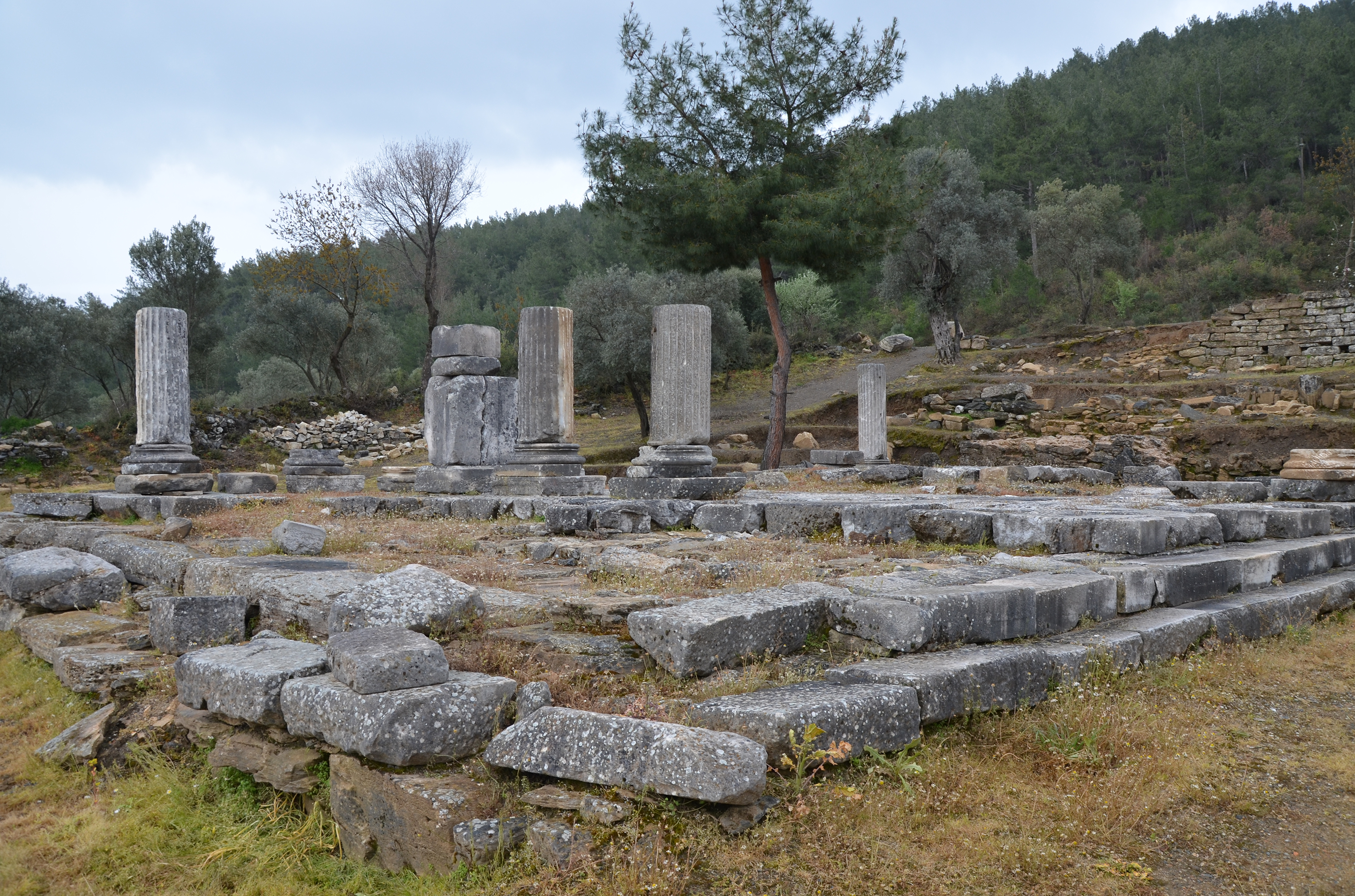
Pozostałości jońskiej świątyni (perypteru) kultu cesarskiego

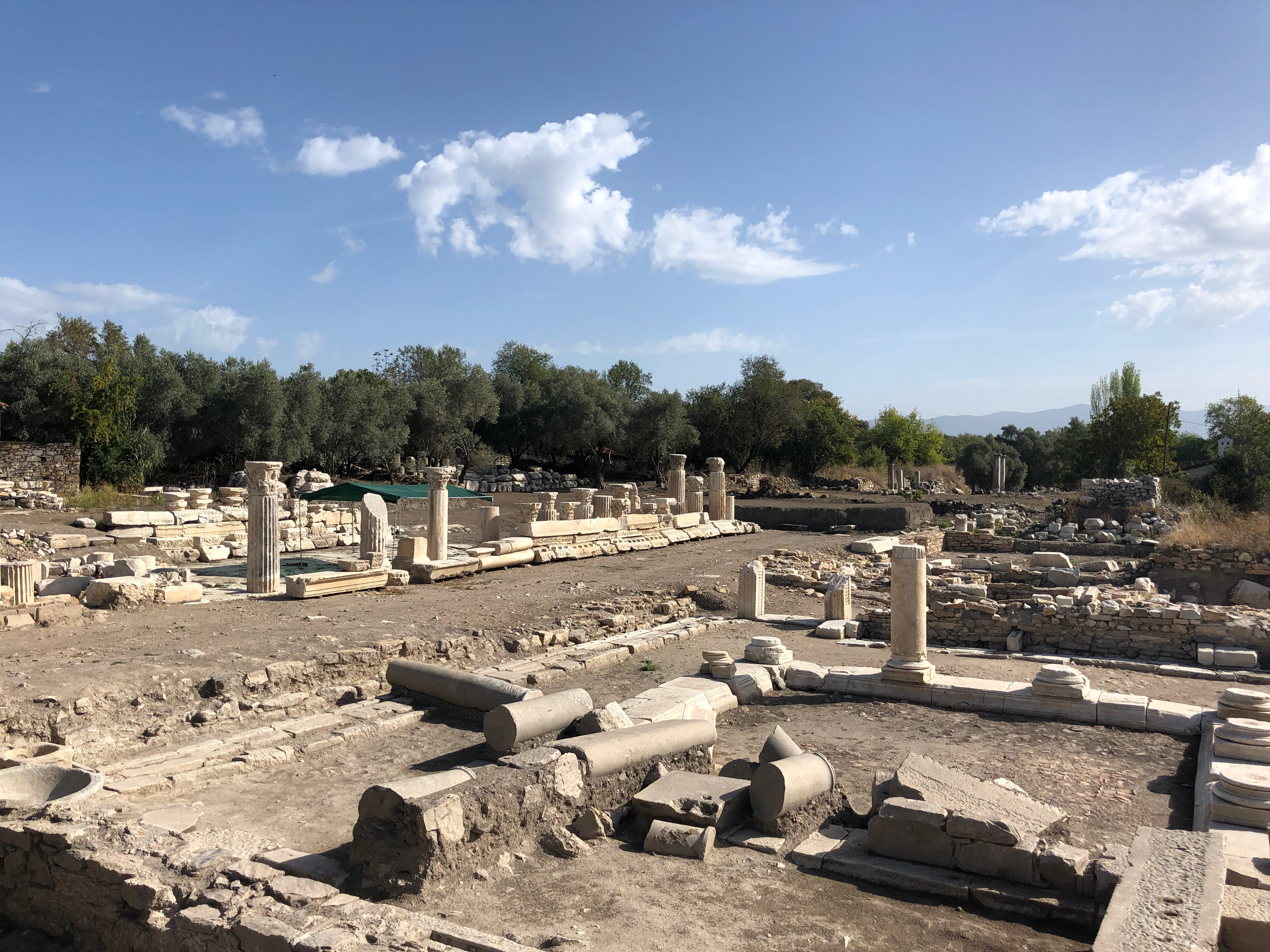
Zachodnia część głównej ulicy (decumanus) z kolumnadą

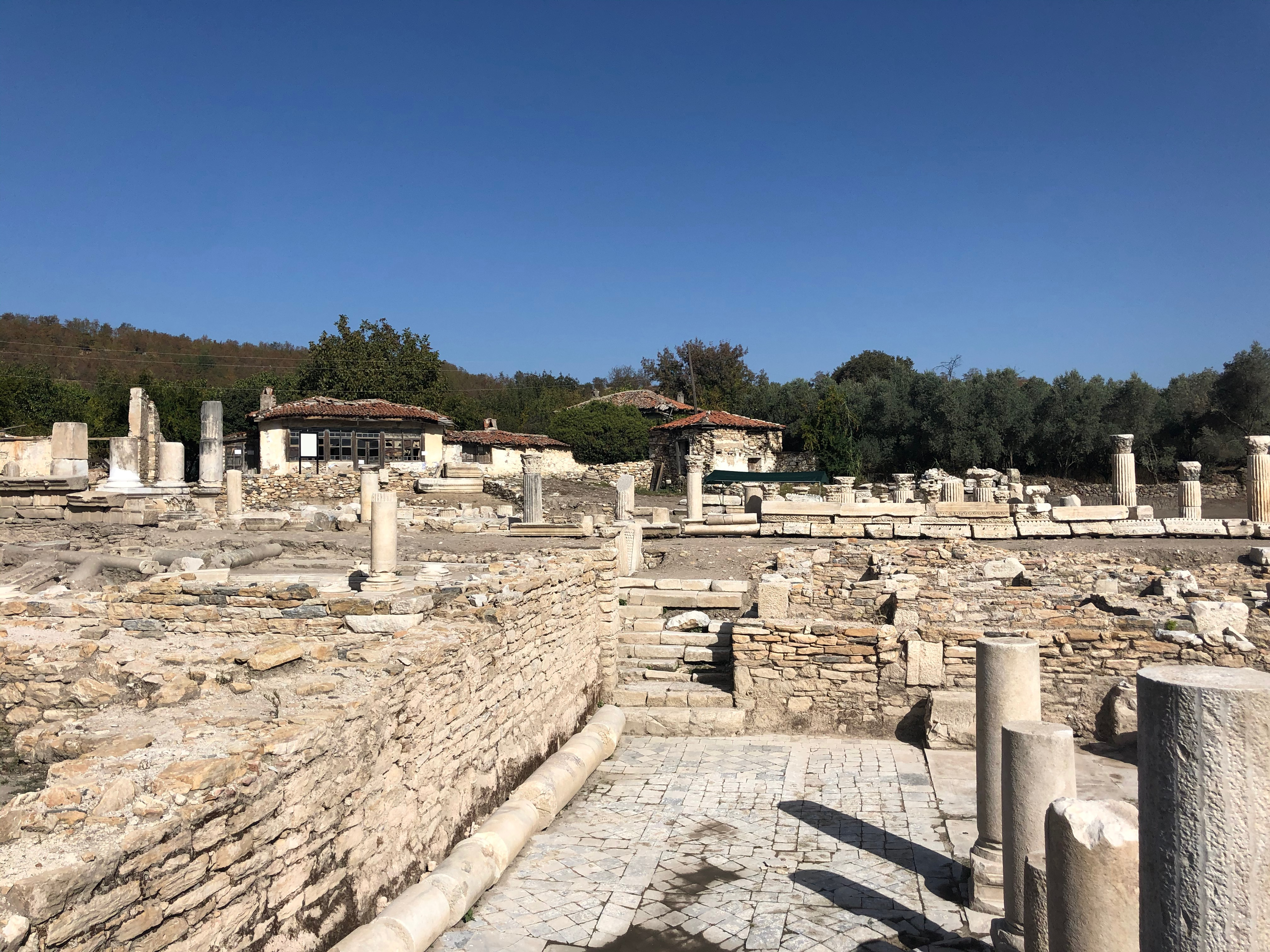
Fragment term rzymskich

Stratonikeja (gr. Στρατονικεῖα, Στρατονίκεια lub Στρατoνικη, łac. Stratonic(a)ea) – starożytne miasto w Karii, położone opodal Mylasy, na południe od rzeki Marsyas; dzisiejsze Eskihisar w południowo-zachodniej Turcji.

## Historia
Według wiadomości podanych przez Strabona (Geografia XIV, 2), założone w początkach III wieku p.n.e. przez syryjskiego władcę Antiocha I na miejscu dawnego karyjskiego Chrysaoris (Idrias) i nazwane na cześć jego małżonki i macochy Stratoniki. Zasiedlone odtąd przez ludność pochodzenia małoazjatyckiego i grecko-macedońskich osadników z wojsk Aleksandra Wielkiego. Wkrótce (pod koniec II w. p.n.e.) przekazane Rodyjczykom, w których posiadaniu (jako peraja) znajdowało się do 167 p.n.e. W 130 p.n.e. stało się miejscem ostatecznej klęski wojsk Aristonikosa. Znane z sanktuarium Zeusa Chrysaoreusa (Panamarosa), będącego miejscem posiedzeń przedstawicieli miast związkowych Karii. W okresie rzymskim civitas libera z prawem emitowania własnej monety rozmiennej, aż do panowania Galiena. Status miasta w świecie antycznym dodatkowo podnosiło sławne sanktuarium Hekate w pobliskiej Laginie.
Wśród pozostałości Stratonikei wyróżnia się w południowej części miasta wzgórze akropolu z murem obwodowym wokół wierzchołka; na jego terasie po stronie północnej przetrwały ruiny niewielkiej świątyni cesarskiego kultu Augusta, poniżej znajdują się ruiny dużego teatru na ok. 10 tys. widzów. W mieszkalnej części miasta zachowały się znaczne pozostałości murów Serapejonu w obrębie temenosu. Z usytuowanej na zachód od świątyni agory nie zachowało się nic oprócz kamiennych bloków, podobne resztki ocalały z gimnazjonu i stadionu. Niemal zupełnie zniknęły również mury miejskie o pierwotnej długości 1,6 km, ocalała jedynie część głównej bramy miasta.  Z czasów rozbudowy miasta za Hadriana pozostały ruiny term. Świątyni Zeusa Chrysaoreusa nie udało się zlokalizować w sposób bezsporny. Cenniejsze zabytki archeologiczne ze znalezisk umieszczono w muzeum w Milas.
W źródłach antycznych miejsce wymieniane nie tylko przez Strabona (Geografia XIV, 658), lecz także Ptolemeusza (Geografia V 2,15) i Eutropiusza (Brewiarium od założenia miasta IV, 20).
We wczesnym chrześcijaństwie stolica biskupia (dioecesis Stratonicensis in Caria) jako sufragania podległa metropolii w Stauropolis, co najmniej od połowy V do XIII wieku, co poświadczają Notitiæ episcopatuum. Obecnie wakujące biskupstwo tytularne Kościoła rzymskokatolickiego.
Jako miejsce historyczne i największy obiekt miejski z zachowanymi budowlami marmurowymi ubiega się o wpisanie na listę światowego dziedzictwa UNESCO. 
Współczesne miasto częściowo ewakuowano przenosząc wskutek zagrożenia spowodowanego skutkami trzęsienia ziemi w 1958 oraz otwarciem w pobliżu odkrywkowej kopalni węgla, co spowodowało częściowe zniszczenie terenu starożytnych pochówków (nekropolii).